# صاصل مخروطي
صاصل مخروطي (الاسم العلمي: Ornithogalum conicum) هو نوع نباتي يتبع جنس الصاصل من فصيلة الهليونية.